# Сарыжар
Сарыжар (каз. Сарыжар, до 2014 г. — Хлебодаровка) — село в Мартукском районе Актюбинской области Казахстана. Административный центр Сарыжарского сельского округа. Находится примерно в 39 км к юго-востоку от центра села Мартук. Код КАТО — 154661100.

## Население
В 1999 году население села составляло 1945 человек (945 мужчин и 1000 женщин). По данным переписи 2009 года, в селе проживал 3531 человек (1749 мужчин и 1782 женщины). По данным переписи 2021 года, в селе проживало 4963 человек (2437 мужчин и 2526 женщин).
До развала СССР в поселке проживали украинцы, русские, поволжские немцы, чехи, казахи.

## Основатель поселка
Первопоселенец по фамилии Дергун, прибыл на то место в 1918 году из нынешней Донецкой области. Хлебодаровка названа по имени родного села там же. Также см. так называемый Серый клин.
Близ Хлебодаровки существовал разъезд Тюльпанный, названный так по усыпанной  красными и желтыми тюльпанами степи.

## Объекты памяти
В поселке есть памятник советским солдатам, погибшим в годы Великой Отечественной. Также есть православное кладбище (примерно в 2017 году сожжено и разграблено, металлические оградки сданы в металлолом местным населением, местоположение многих могил утеряно).